# Santo Cristo de San Agustín (Granada)
El Cristo de San Agustín es una escultura de madera de carácter devocional, que se conserva en el Convento del Santo Ángel Custodio  (Granada, España) y que está atribuida a Jacopo Florentino, quien pudo ejecutarla entre 1520 y 1525. Actualmente, la imagen está en usufructo de la Hermandad del Cristo de San Agustín y procesiona cada año durante Semana Santa. 
La imagen, por acontecimientos históricos de la ciudad, está considerado como "Sagrado Protector de Granada" desde 1680, cuando se obraron algunos milagros atribuidos a la acción del Cristo ante una epidemia de peste.

## Características
Esta imagen religiosa, actualmente venerada en el convento del Santo Ángel Custodio de Granada, es una escultura de talla completa y de vestir hecha de madera de nogal, de 1'92 metros de altura, policromada. Se trata de una de las obras más señeras de su autor, Jacopo Florentino. Presenta una melena de cabello natural y nimbo y corona de plata sobrepuesta del siglo XVIII. El Cristo reposa sobre una cruz de plata cincelada con motivos florales, del siglo XVIII y restaurada recientemente. 
Es una obra simétrica, concepto muy propio de la época en que fue realizada, el Renacimiento, salvo por la inclinación diestra que presenta la cabeza, que muestra a Jesús después de expirar. El rostro refleja visiblemente el dolor y cansancio de Cristo, sobrevenido sobre su propio peso. Sobre la zona pectoral vemos tres regueros de sangre y en el costado derecho la herida de la lanza de Longinos, representada con una mancha negruzca y una pequeña perforación del cuerpo. Al estar tallada íntegramente, su anatomía se cubre con un sudario corto de tela, bien con faldilla o tonelete.
A modo anecdótico podemos destacar de esta imagen que es la titular de la Hermandad del Santísimo Cristo de San Agustín de Granada, cuya hermana mayor ad perpetuam es la reina Isabel II a petición propia tras orar frente a la imagen. Debido a los milagros que se le atribuyen, así como favores concedidos al pueblo granadino durante el siglo XVII, ostenta el título de "Sagrado Protector de la Ciudad".

## Galería

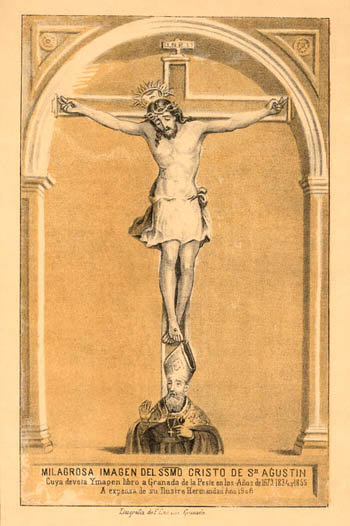
Grabado de 1906, de autoría anónima, del Santísimo Cristo de San Agustín